# 이맹균
이맹균(李孟畇, 1371년 ~ 1440년)은 조선의 문신이다. 본관은 한산(韓山)이며, 이색(李穡)의 손자이다. 자는 사원(士原), 호는 한재(漢齋)이다. 공조판서, 이조판서, 대제학 등을 역임하였다.

## 생애
13세에 진사시에 합격하고, 1385년(우왕 11년) 문과에 합격해, 성균직학(成均直學)·사재소감(司宰少監)·내서사인(內書舍人)·지단양군사(知丹陽郡事)·예문관직제학을 지냈다.
1406년(태종 6년) 사헌부집의로 있으면서 사송(司訟)을 지체한 죄로 원주에 유배되었다가 사면되었다.
그 뒤 지영천군사(知永川郡事)·지승문원사(知承文院事)·판승문원사(判承文院事)·성균관대사성·좌사간·예조참의·경승부윤(敬承府尹)·충청도관찰사·판한성부사(判漢城府事)를 차례로 지냈다.
1421년(세종 3년) 사은부사(謝恩副使)로 명나라에 다녀와서 예조참판·경기도관찰사·공조판서·예조판서를 지냈다.
1425년 진위사(陳慰使)가 되어 명나라에 다녀와서 이조와 병조 판서를 지냈다.
1427년 좌빈객(左賓客)이 되어 세자를 가르쳤고, 그 뒤 의정부참찬 겸 대사헌·이조판서·예문관대제학을 역임하였다.
1429년 사은부사로 북경에 갔다가, 다음 해 돌아와서 의정부참찬이 된 뒤 성균관대사성·판한성부사·이조판서·예문관대제학을 지냈다.
1437년 예문관대제학 겸 판이조사(藝文館大提學兼判吏曹事)가 되니 판이조사를 겸한 것이 이로부터 시작되었다. 그 뒤 우찬성 겸 판이조사·판의주목사·좌찬성을 역임하였다.
1440년 부인 이씨가 심한 질투로 종을 죽인 사건으로 파면되어 황해도 우봉현(牛峰縣)으로 쫓겨났다가, 방면되어 돌아오는 길에 개성부에서 70세로 죽었다. 당시 사람들이, 그가 부인에게 압제를 받아 늙어서 죽음도 편하게 못했음을 불쌍하게 여겼다.
그는 성품이 온량하고 일찍부터 가업을 이어서 시문(詩文)이 전아하였다. 자식은 없었다.
시호(諡號)를 문혜(文惠)라 하였으니, 학문에 부지런하여 묻기를 좋아함이 문(文)이고, 부드러운 자질로써 백성을 자애함이 혜(惠)이다.

## 가족
- 할아버지 : 이색
  - 아버지 : 이종덕(李種德) - 지밀직사사(知密直司事)